# 上奥地利州市镇列表
以下是上奥地利州市镇。
- 丁巴赫
- 上卡珀尔
- 上奥地利州罗尔巴赫
- 上施利尔巴赫
- 上特劳恩
- 上诺伊基兴
- 下卡珀尔
- 下塔尔海姆
- 下瓦尔德基兴
- 下诺伊基兴
- 下魏森巴赫
- 下魏特尔斯多夫
- 乌尔里希斯贝格
- 乌策奈希
- 于伯拉克恩
- 亨施特山道旁罗瑟瑙
- 伊尔湖畔上霍芬
- 伦高
- 佩内旺
- 佩格附近温德哈格
- 佩滕巴赫
- 佩滕菲尔斯特山麓策尔
- 克伦尔巴赫
- 凯弗马克特
- 克拉姆
- 克雷姆山谷因策尔斯多夫
- 克雷姆斯河畔克马滕
- 克雷姆斯河畔瓦特贝格
- 克雷姆斯谷地罗尔
- 克雷姆河畔诺伊霍芬
- 克龙施托夫
- 兰巴赫附近埃特
- 兰巴赫附近诺伊基兴
- 兰布勒希滕
- 兰根施泰因
- 内伯尔贝格
- 利希滕贝格
- 利贝瑙
- 加夫伦茨
- 加尔斯滕
- 加尔施帕赫
- 加斯波爾茨霍芬
- 努斯巴赫
- 劳萨
- 卡尔哈姆
- 卡尔滕贝格
- 卡茨多夫
- 厄平
- 古尔滕
- 古森河畔圣格奥尔根
- 古陶
- 吕施托夫
- 哈斯拉赫附近圣奥斯瓦尔德
- 哈根贝格
- 哈格尔斯贝格
- 哈特基兴
- 哈特山麓圣彼得
- 因克赖斯地区新霍芬
- 因克赖斯地区赖因巴赫
- 因内尔施万德
- 因巴赫河畔克马滕
- 因河地区圣法伊特
- 因河地区圣马丁
- 因河地区基希海姆
- 因河地区奥尔特
- 因河地区文镇
- 因河地区施万德
- 因河地区波灵
- 因河地区泰斯基兴
- 因河地区科普丰
- 因河畔圣弗洛里安
- 因河畔基希多夫
- 因河畔奥伯恩贝格
- 因河畔奥伯恩贝格附近圣格奥尔根
- 因河畔米尔海姆
- 因河畔韦恩施泰因
- 图默尔茨哈姆
- 圣托马斯
- 圣拉德贡德
- 圣洛伦茨
- 圣潘克拉茨
- 圣潘塔莱昂
- 圣维利巴尔德
- 圣罗曼
- 圣阿加塔
- 圣阿埃吉迪
- 圣马林
- 埃伯施塔尔策尔
- 埃伯施旺
- 埃德巴赫
- 埃施滕贝格
- 埃格尔斯贝格
- 埃格爾丁
- 埃费丁
- 基希贝格-特宁
- 基爾夏姆
- 塔尔斯多夫
- 多瑙河上游基希贝格
- 多瑙河畔卢弗滕贝格
- 多瑙河畔圣尼古拉
- 多瑙河畔恩格尔哈茨采尔
- 多瑙河畔海巴赫
- 多瑙河畔费德基兴
- 多瑙河畔阿沙赫
- 大拉明
- 奥伯旺
- 奥埃尔巴赫
- 奥夫特灵
- 奥尔斯多夫
- 奥拉赫阿姆洪加尔
- 奥斯特米廷
- 奥滕斯海姆
- 奥罗尔茨明斯特
- 奥芬豪森
- 奥贝格
- 威爾赫林
- 安多夫
- 安德里希斯富特
- 安铁森霍芬
- 尤尔巴赫
- 巴特克罗伊岑
- 巴特哈尔
- 巴特哈尔附近普法尔基兴
- 巴特沙勒巴赫
- 巴特策尔
- 巴特维姆斯巴赫-奈德哈廷
- 巴特莱昂费尔登
- 巴赫曼宁
- 布拉森施泰因山麓圣托马斯
- 布格基兴
- 布赫基兴
- 布鲁克-瓦森
- 布鲁嫩塔尔
- 帕尔廷
- 帕布诺伊基兴
- 帕興
- 帕蒂格哈姆
- 席尔多恩
- 席德尔贝格
- 平斯多夫
- 弗克拉河畔诺伊基兴
- 弗克拉马克特
- 弗兰京
- 弗兰肯马克特
- 弗拉哈姆
- 弗赖施塔特附近圣奥斯瓦尔德
- 弗赖施塔特附近圣莱昂哈德
- 弗赖施塔特附近温德哈格
- 弗赖贝格
- 彭多夫
- 彼得斯基兴
- 德塞布伦
- 恩卡赫河畔诺伊基兴
- 恩岑基兴
- 恩格尔巴赫河畔皮舍尔斯多夫
- 恩格尔维茨多夫
- 戈尔德韦尔特
- 戈绍
- 拉基兴
- 拉布
- 拉斯贝格
- 斯泰內爾基爾興
- 施利尔巴赫
- 施吕斯贝格
- 施塔德尔-保拉
- 施拉特
- 施泰因豪斯
- 施泰尔埃格
- 施泰尔河畔施泰因巴赫
- 施泰尔河畔阿沙赫
- 施泰尔附近圣乌尔里希
- 施特根
- 施特罗海姆
- 施特鲁登高地区瓦尔德豪森
- 施瓦嫩施塔特
- 施瓦嫩施塔特附近奥伯恩多夫
- 施莱斯海姆
- 施莱格尔
- 旧奇文特
- 明茨基兴
- 明茨巴赫
- 普京
- 普平
- 普拉姆
- 普拉姆巴赫基兴
- 普拉姆河畔多夫
- 普拉姆河畔策尔
- 普拉姆河畔陶夫基兴
- 普拉默特
- 普法夫施特特
- 普法芬
- 普茨莱因斯多夫
- 普赫瑙
- 普雷加滕
- 曼宁
- 林区新基兴
- 林畔圣斯特凡
- 林畔圣格奥尔根
- 林畔圣约翰
- 林茨附近基希施拉格
- 柯尼希斯维森
- 格勒茨贝格
- 格博尔茨基兴
- 格呂瑙
- 格拉本湖畔佩尔旺
- 格拉马施特滕
- 格施萬特
- 格林堡
- 格林巴赫
- 格赖因
- 格里斯基兴
- 格里斯基兴附近圣格奥尔根
- 桑德尔
- 梅恩巴赫
- 梅根霍芬
- 梅特马赫
- 森夫滕巴赫
- 欣岑巴赫
- 欣特施托德尔
- 毛埃尔基兴
- 汉登贝格
- 沃尔费恩
- 沙尔兴
- 沙尔滕
- 沙恩施泰因
- 沙登贝格
- 沼泽附近策尔
- 波尔哈姆
- 波尔森茨河畔圣马林基兴
- 波希米亚森林畔施瓦尔岑贝格
- 洛兴
- 洛恩斯堡
- 洛森施泰因
- 海利根贝格
- 海格尔莫斯
- 温德灵
- 温贝格山麓圣彼得
- 温贝格山麓圣约翰
- 温迪施加尔施滕
- 特劳恩地区埃跟多夫
- 特劳恩地区里德
- 特劳恩地区霍夫基兴
- 特劳恩基兴
- 特劳恩河畔魏斯基兴
- 特恩贝格
- 特拉格韦恩
- 特拉特山麓普赫基兴
- 特拉特纳赫河畔瓦勒恩
- 特拉特纳赫河畔陶夫基兴
- 特拉特纳赫河畔霍夫基兴
- 特罗伊巴赫
- 玛丽亚新施蒂夫特
- 玛丽亚施莫尔恩
- 珀廷
- 瓦尔丁
- 瓦尔德堡
- 瓦尔德策尔
- 瓦尔德诺伊基兴
- 甘珀恩
- 申肯费尔登
- 皮伯巴赫
- 皮勒特
- 皮尔巴赫
- 皮尔斯巴赫
- 皮岑贝格
- 皮恩山口附近施皮塔尔
- 皮恩山道旁克劳斯
- 盖厄尔斯贝格
- 盖恩贝格
- 福尔纳赫
- 福德尔施托德尔
- 福德尔魏森巴赫
- 科勒尔施拉格
- 米夏埃恩巴赫
- 米宁
- 米尔克雷斯地区艾根
- 米尔克雷斯地区阿勒莱利根
- 米尔克雷斯地区阿霍恩
- 米尔地区伦巴赫
- 米尔地区利希特瑙
- 米尔地区圣乌尔里希
- 米尔地区圣哥达
- 米尔地区圣法伊特
- 米尔地区圣马丁
- 米尔地区奥滕施拉格
- 米尔地区小策尔
- 米尔地区希尔施巴赫
- 米尔地区普法尔基兴
- 米尔地区松贝格
- 米尔地区派尔施泰因
- 米尔地区海巴赫
- 米尔地区舍瑙
- 米尔地区诺伊施蒂夫特
- 米尔地区诺伊马克特
- 米尔地区赖因巴赫
- 米尔地区赖歇瑙
- 米尔地区霍夫基兴
- 米尔河畔哈斯拉赫
- 纳特恩巴赫
- 维彭哈姆
- 罗伊塔姆
- 罗巴赫附近贝格
- 罗德尔河畔茨韦特尔
- 罗斯巴赫
- 罗斯莱滕
- 罗滕巴赫
- 翁格纳赫
- 耶京
- 聖孔拉德
- 舍内格
- 艾希基兴
- 艾斯特上游瓦特贝格
- 艾斯特尔斯海姆
- 艾登贝格
- 艾青
- 苏本
- 莫尔恩
- 莫斯多夫
- 莫斯巴赫
- 莱奥波尔德施拉格
- 菲尔曼斯巴赫河畔圣格奥尔根
- 菲希滕施泰因
- 菲施尔哈姆
- 萨克森
- 萨尔茨卡默古特地区圣沃尔夫冈
- 萨特勒特
- 萨莱恩斯巴赫
- 蒂夫格拉本
- 蒂默尔卡姆
- 蒙德塞
- 蒙德尔芬
- 诺伊费尔登
- 谢尔丁附近圣马林基兴
- 豪斯鲁克地区埃舍瑙
- 豪斯鲁克地区诺伊马克特
- 豪斯鲁克山区哈格
- 豪斯鲁克山区弗兰肯堡
- 豪斯鲁克山麓圣马林基兴
- 豪斯鲁克山麓奥特南
- 豪斯鲁克山麓沃尔夫瑟格
- 豪斯鲁克林区安普夫尔旺
- 赖兴塔尔
- 赖希拉明
- 赖歇尔斯贝格
- 赫尔比赫
- 赫恩哈特
- 迈尔霍夫
- 迪塔赫
- 迪斯巴赫
- 里德马克地区里德
- 里德马克地区阿贝恩多夫
- 里道
- 锡尔宁
- 锡普巴赫策尔
- 锡格哈廷
- 阿尔哈明
- 阿尔宾
- 阿尔恩雷特
- 阿尔泰姆
- 阿尔滕贝格北林茨
- 阿尔滕费尔登
- 阿尔科芬
- 阿德尔旺
- 阿斯帕赫
- 阿施滕
- 阿特塞
- 阿特尔高地区圣格奥尔根
- 阿特湖畔努斯多夫
- 阿特湖畔塞瓦尔兴
- 阿特湖畔施泰因巴赫
- 阿特湖畔翁特拉赫
- 阿特湖畔舍夫灵
- 阿特湖畔魏勒格
- 阿特高地区施特拉斯
- 阿特高地区贝格
- 阿特高地区魏森基兴
- 阿策斯贝格
- 阿茨巴赫
- 阿菲斯尔
- 雷希贝格
- 雷德哈姆
- 雷德莱滕
- 雷高
- 霍亨策尔
- 霍赫布格-阿赫
- 霍赫菲希特山麓克拉弗尔
- 韦尔斯附近塔尔海姆
- 韦尔斯附近皮希尔
- 韦森山麓瓦尔德基兴
- 马蒂希霍芬附近基希贝格
- 马蒂希霍芬附近费德基兴
- 马赫兰地区米特尔基兴
- 马赫兰德地区纳恩
- 魏伯恩
- 魏埃尔
- 魏尔哈特吉根贝格
- 魏尔巴赫
- 魏岑基兴
- 魏特斯费尔登
- 鲁岑哈姆
- 鲍姆加滕贝格
- 黑尔措格斯多夫
- 黑尔普福-乌滕多夫
- 黑尔蒙瑟特
- 黑芬贝格
- 默尔施旺
- 齐赫贝格山麓施泰因贝格